# Tsoagis Karbuljävri
Coages Gárbboljávri eller Tsoages Karbuljavri eller Tsoagis Karbuljävri är en sjö i Finland. Den ligger i kommunen Utsjoki i landskapet Lappland, i den norra delen av landet, 1 100 km norr om huvudstaden Helsingfors. Coages Gárbboljávri ligger 301,3 meter över havet. Omgivningarna runt Coages Gárbboljávri är i huvudsak ett öppet busklandskap. Arean är 59,2 hektar och strandlinjen är 6,02 kilometer lång. Sjön  ingår i Neidenälvens huvudavrinningsområde. 